# Соломин, Василий Демидович
Васи́лий Деми́дович Соло́мин (10 декабря 1931, Пижанский район, Нижегородский край — 17 апреля 2009, Новокузнецк, Кемеровская область) — рабочий-металлург, Герой Социалистического Труда (1976).

## Биография
Представитель древней фамилии Соломиных; родился 10 декабря 1931 года в деревне Большой Миклянур.
Окончил 5 классов Соломинской восьмилетней школы (1938—1943), позже стал работать в колхозе. Окончил школу ФЗО № 4 города Кирова (1947—1948) по специальности плотника.
В 1948—1950 работал в СМУ № 6 города Орска Чкаловской (ныне Оренбургской) области. Вернулся (1950) на работу в родной колхоз в Большом Миклянуре, где проработал до 1952. Служба в рядах Советской Армии (1952—1955).
После демобилизации переехал на Урал и поступил на работу на Нижнетагильский металлургический комбинат горновым доменного цеха, где проработал до 1964 года. В 1964 году при строительстве Запсиба по приглашению приехал на Западно-Сибирский металлургический завод в город Новокузнецк Кемеровской области в доменный цех и сразу был назначен старшим горновым на первой доменной печи. В 1968 году вступил в члены КПСС.
В ознаменование 60-летия Октябрьской революции на ряде предприятий чёрной и цветной металлургии с 27 октября по 4 ноября участвовал в плавках дружбы от металлургов Запсиба. Был командирован в Польскую Народную Республику по обмену опытом среди рабочих металлургической промышленности.

## Общественная деятельность
Был делегатом XXV съезда КПСС, XVI съезда ВЦСПС, XII съезда Профсоюза работников металлургической промышленности. Избирался членом ЦК Профсоюза работников металлургической промышленности (1977—1981), депутатом Новокузнецкого городского Совета народных депутатов X (1966—1969) и XI (1969—1972) созывов.

## Награды
- За высокие показатели в работе, за добросовестное отношение к труду был награждён орденом Трудового Красного Знамени (22 марта 1966) и орденом Октябрьской революции (30 марта 1971).
- Герой Социалистического Труда (5 марта 1976) с вручением ордена Ленина и золотой медали «Серп и Молот».
- Медаль «Ветеран труда» (1982) за добросовестный долголетний труд.

## Комментарии
1. ↑  Деревня Большой Миклянур, относившаяся к Пижанской волости Яранского уезда, в последующем входила в состав Соломинского сельсовета Пижанского района Кировской области; упразднена 7.02.2001[1].